# جناح الهوى (فلم)
جناح الهوى هو فيلم مغربي من إخراج عبد الحي العراقي سنة 2011، وبطولة كل من عمر لطفي، وداد إلما، إدريس الروخ، أمل عيوش، وآخرون. قصة الفيلم مقتبسة من رواية قطع مختارة (Morceaux de choix) لمحمد نضالي.

## القصة
تدور الأحداث في مدينة الدار البيضاء بعصر الملك الحسن الثاني، حيث الشاب التهامي ابن العائلة المحافظة الشهيرة برجالها من كتاب العدل الموقرين. إلا أن ذلك الشاب يخلف منظور والده له ويعمل جزاراً، وعندما يبدأ عمله يجد نفسه غريق شيئين محرمين عليه ألا وهما: المرأة والحب.

## توزيع الأدوار
- عمر لطفي: التهامي
- وداد إلما: زينب
- إدريس الروخ: المقدّم
- عبدو المسناوي: الأب، العادل
- أمل عيوش: الحاجة حليمة
- المهدي فولان: عمر
- فاطمة تحيحيت: والدة التهامي
- عبد اللطيف الخمولي: المعلم عبد الجبار
- نور الدين بكر: الأستاذ عبد الجليل
- زهيرة صديق: رحمة
- محمد التسولي: مبارك العسكري

## انتقادات وملاحظات
احتوى الفيلم على مشاهد جنسية للممثلة «وداد إلما»، ما عرّضه لانتقادات بسبب تقاليد المجتمع المغربي المحافظة.
وفي مهرجان إشبيلية للسينما الأوروبية في إسبانيا، انقسم الحضور خلال مؤتمر صحفي لتقديم الفيلم بالمهرجان ما بين مؤيد ومعارض للفكرة، ما جعل المخرج «عبد الحي العراقي» يقول ساخرا «من الجيد أن وداد إلما لم تحضر العرض والاّ مزقوها».
كما أوضحت المنتجة «كارولين لوكاردي» أن الرقابة المغربية رفضت حتى الملصقات الإعلانية للفيلم، بداعي محتواها الجنسي، حيث تظهر وداد وهي تعض ثمرة طماطم في إشارة للشهوة الجنسية.

## روابط خارجية
- مقالات تستعمل روابط فنية بلا صلة مع ويكي بيانات